# Sainte-Radegonde, Saône-et-Loire
Sainte-Radegonde este o comună în departamentul Saône-et-Loire, Franța. În 2009 avea o populație de 176 de locuitori.

## Evoluția populației
| An        | 1975 | 1982 | 1990 | 1999 | 2006 | 2009 |
| --------- | ---- | ---- | ---- | ---- | ---- | ---- |
| Populație | 271  | 228  | 201  | 210  | 181  | 176  |